# Ann Sophie
Ann-Sophie Dürmeyer, conosciuta semplicemte Ann Sophie (Londra, 1º settembre 1990), è una cantante e compositrice tedesca.
Ha rappresentato la Germania all'Eurovision Song Contest 2015 con il brano Black Smoke classificandosi ultima con nessun punto guadagnato.

## Biografia

### 1990–2015: Biografia e carriera
Ann Sophie nacque il 1 settembre 1990 a Londra, da genitori tedeschi. All'età di un anno, lei e la sua famiglia si trasferirono ad Amburgo, dove studiò danza a partire dai quattro anni. Nel 2010 si diplomò e si trasferì a New York per studiare al Lee Strasberg Theatre and Film Institute.
Nel 2012, debuttò nel panorama musicale con il singolo Get Over Yourself. Successivamente rilascia il suo primo album discografico, Time Extended sulla piattaforma digitale iTunes.

### 2015–oggi:Unser Song für Österreich
Nel 2015, venne annunciata come una dei 10 artisti non affermati che avrebbero concorso per aggiudicarsi la vittoria del festival tedesco, Unser Song für Österreich, che si occupa della selezione del rappresentante tedesco per l'Eurovision Song Contest 2015. Durante il festival si esibì con le canzoni Jump The Gun e Black Smoke. In finale Black Smoke risultò seconda, dietro al vincitore della terza edizione di The Voice of Germany, Andreas Kümmert e la sua Heart Of Stone. Ciò nonostante, quest'ultimo rinunciò all'opportunità di rappresentare il paese, cedendo il proprio posto ad Ann Sophie, che venne dunque dichiarata vincitrice con l'omonimo brano, e di fatto, rappresentante della Germania all'Eurovision Song Contest 2015 a Vienna.
L'artista si è esibita direttamente nella serata finale della manifestazione, tenutasi il 23 maggio 2015, ove si è classificato all'ultimo posto con 0 punti guadagnati, a pari merito con la band austriaca The Makemakes.

## Discografia

### Album
- 2012 - Time Extended
- 2015 - Silver into Gold

### EP
- 2012 - Time

### Singoli
- 2012 - Get Over Yourself
- 2015 - Jump the Gun
- 2015 - Black Smoke